# Ciech Soda Polska
Ciech Soda Polska S.A. – spółka akcyjna należąca do branży przemysłu chemicznego, której strukturę tworzą przede wszystkim dwa zakłady – Zakład Sodowy w Mątwach (Inowrocław), którego tradycja sięga 1882 roku (data utworzenia Chemische Fabrik Montwy, Robert Suermondt & Co.), oraz Zakład Sodowy w Janikowie, utworzony w 1957 roku.
W zakładach są wytwarzane m.in. soda kalcynowana ciężka, soda kalcynowana lekka, sól warzona, soda oczyszczona, produkty sodopochodne, masy chłonne.

## Charakterystyka

### Struktura i powiązania korporacyjne
Spółka Soda Polska Ciech powstała w 2007 roku w wyniku połączenia Janikowskich Zakładów Sodowych (46,49% udziałów) i Inowrocławskich Zakładów Chemicznych Soda Mątwy (53,51% udziałów) należących do Grupy Chemicznej Ciech.
Strukturę organizacyjną spółki tworzą:
- Zakład Produkcyjny Soda Mątwy – Zespoły: Dyspozytorów i Technologów; Oddział Sody, Produktów Sodopodobnych, Wyrobów Gotowych, Utylizacji, Rozwoju
- Zakład Produkcyjny Janikosoda – Zespoły: Dyspozytorów i Technologów; Oddziały: Sody, Soli, Wyrobów Gotowych, Utylizacji
- Zakład Energetyczny

### Produkty
CIECH Soda Polska S.A. zaspokaja 98% polskiego zapotrzebowania na sodę kalcynowaną, eksportując dużą część produkcji za granicę. Spółka jest właścicielem marki konsumenckiej: Sól Kujawska. Zakłady w Inowrocławiu-Mątwach oraz Janikowie wytwarzają m.in. sodę kalcynowaną lekką i ciężką, sodę oczyszczoną, chlorek wapnia, kredę strącaną, a także żele krzemionkowe, zeolity i sita molekularne, hopkalit, osuszacz cynkowo-wapniowy oraz kredę nawozową. Zakłady w Janikowie są największym w Polsce producentem soli warzonej (mokrej i suchej) oraz liczącym się wytwórcą kredy kosmetycznej, ditlenku węgla, peklosoli, soli medycznej oraz wapna nawozowego. Głównymi odbiorcami sody są koncerny szklarskie, huty szkła, producenci detergentów, przemysł chemiczny, metalurgiczny, spożywczy, paszowy i farmaceutyczny.

### Zatrudnienie
W 2005 roku Ciech Soda Polska S.A. zatrudniała w zakładach w Inowrocławiu-Mątwach ponad 600 osób, a w Janikowie – ok. 690 osób. W 2017 roku zatrudnienie w spółce przekraczało 1000 osób.

### Ochrona środowiska
Zakłady spółki Ciech Soda Polska kładą duży nacisk na rozwiązania proekologiczne. Do inwestycji w tym zakresie w Mątwach należały m.in. instalacja odwadniania szlamów poprodukcyjnych (szlamy są wykorzystywane do produkcji nawozu wapniowego), instalacja odsiarczania spalin, barierowe drenaże na składowiskach odpadów chroniące grunty przed podtapianiem i zasalaniem, uszczelnienia stawów odpadowych. W Janikowie w 1999 uruchomiono instalację zamkniętego obiegu wody, co zmniejszyło o 86% pobór wód powierzchniowych dla celów chłodniczych oraz zredukowało do minimum zrzut wód pochłodniczych do jeziora Pakoskiego. Poprzez różnorodne zabiegi ograniczono emisję pyłów i gazów (dwutlenek azotu, tlenek węgla) do atmosfery, wykorzystano ok. 90% odpadów do celów gospodarczych (do produkcji cementu i wapna nawozowego), dokonano rekultywacji wyeksploatowanych stawów odpadowych.

## Historia

### Ciech Soda Polska S.A.
28 sierpnia 1996 roku większościowy pakiet akcji Inowrocławskich Zakładów Chemicznych „Soda-Mątwy” S.A. oraz Janikowskich Zakładów Sodowych „Janikosoda” S.A. nabył od Skarbu Państwa Ciech S.A., który stworzył holding firm sodowych Pierwotnie w jego skład miały także wejść Zakłady Chemiczne Alwernia oraz Yitrosilicon. W umowie prywatyzacyjnej Ciech zobowiązał się do zainwestowania w zakłady Soda-Mątwy 128 mln USD w okresie 10 lat, z czego połowę w ciągu trzech pierwszych lat. Pieniądze przeznaczono na poprawę jakości produktów, modernizację parku maszynowego oraz zmniejszenie uciążliwości zakładów dla środowiska. Zdolność produkcyjna spółek zwiększyła się o 20%. W 2000 roku w Janikowie podwojono zdolności produkcyjne instalacji sody ciężkiej oraz uruchomiono instalację do produkcji surowego dwutlenku węgla. W procesie restrukturyzacji wydzielono wydziały pomocnicze m.in. Transoda Sp. z o.o. (transport kolejowy), Elektrociepłownie Kujawskie Sp. z o.o. (energetyka), a w Janikowie – Rembis Sp. z o.o. (serwis).
W 2007 oba zakłady sodowe: w Inowrocławiu-Matwach i Janikowie połączono w jedną spółkę Ciech Soda Polska S.A. W tym roku w zakładzie w Inowrocławiu-Mątwach ukończono budowę instalacji sody kalcynowanej ciężkiej monohydratowej za 55 mln zł.